# Callyspongia annulata
Callyspongia annulata är en svampdjursart som först beskrevs av Ridley och Arthur Dendy 1886.  Callyspongia annulata ingår i släktet Callyspongia och familjen Callyspongiidae. Inga underarter finns listade i Catalogue of Life.